# Bibliothèque Frontenac
La bibliothèque Frontenac est une bibliothèque publique dans l'arrondissement Ville-Marie faisant partie du réseau des Bibliothèques de Montréal qui compte, en tout, 45 bibliothèques.  

## Description
La bibliothèque Frontenac dessert les habitants de l'arrondissement Ville-Marie depuis 1989. La bibliothèque se situe à deux pas du métro Frontenac, soit au 2550 rue Ontario Est. Elle occupe l'étage supérieur d'un bâtiment moderne « doté de larges baies vitrées» qui abrite également la Maison de la culture Frontenac. Dans ce bâtiment, nous retrouvons une œuvre d'art créée par Vittorio Fiorucci, le concepteur du petit bonhomme vert du Festival Juste pour rire. L'artiste avait conçu son œuvre en 1986 spécialement pour la bibliothèque Frontenac. C'est un triptyque sculptural composé de « trois chaises en bois, époxy et métal» intitulé Une leçon d'histoire. Cette œuvre a été acquise grâce à la Politique d’intégration des arts à l’architecture. Le bâtiment est accessible aux personnes à mobilité réduite et adaptée aux poussettes. Il y a une rampe à l'extérieur et à l'intérieur du bâtiment. Le comptoir d'accueil a été déplacé et rénové en 2020, il est maintenant accessible pour tous. 
La bibliothèque est ouvert 7 jours sur 7 avec un horaire variable. Elle offre 53 heures de services aux usagers. Elle possède des collections variées qui répondent aux besoins des enfants, des familles, ainsi que le grand public. Les collections sont développées selon les besoins de la communauté que desserve la bibliothèque ainsi que sur la recommandation des usagers. La bibliothèque prête des livres physiques et numériques ainsi que des instruments de musiques.  
La bibliothèque possède une salle d'animation, plusieurs tables de travail de différents formats, 60 places assises, 11 postes informatiques et des tablettes à la disposition des usagers. La bibliothèque offre aussi le Wifi gratuit couvert par le réseau MTLWiFi. 

## Ludothèque
La bibliothèque Frontenac a une ludothèque qui possède une collection de « 700 jeux et jouets à emprunter». Les usagers de tout âge peuvent jouer sur place. Certains jeux sont offerts sur inscription et à une heure précise dans la bibliothèque pour ne pas déranger les autres usagers sur place. La bibliothèque organise souvent des activités sur place destinée à un certain groupe d'âge, par exemple l'activité le jeu vidéo à la bibliothèque pour les 7 à 12 ans. 

## Fab Lab
La bibliothèque Frontenac a un Fab Lab où les enfants peuvent participer aux activités avec leurs parents. Dans l’activité Fab Lab: Techno-découverte, sur inscription, les enfants de 6 à 12 ans vont découvrir les nouvelles technologies, telles que la « Modélisation 3D, robotique, électronique et programmation».